# Оборона Визны

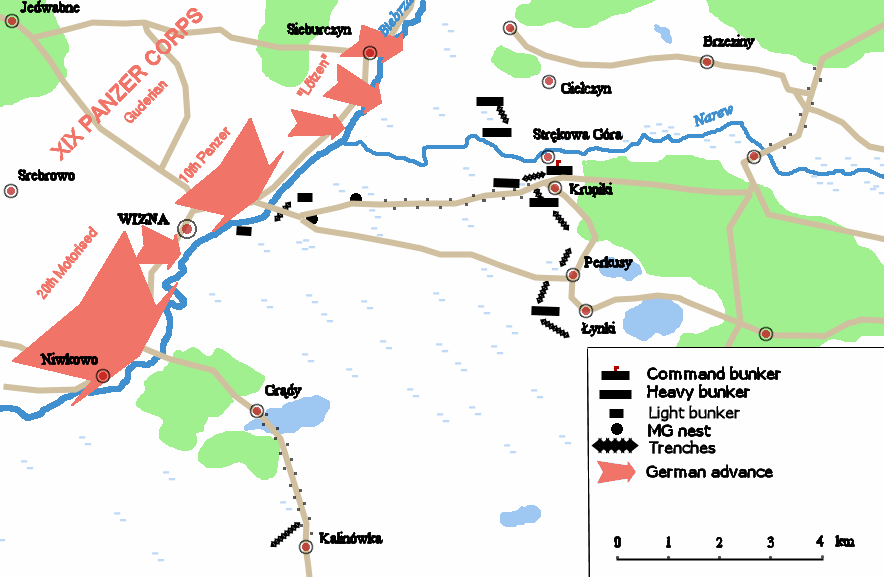
Схема битвы

Оборона Визны (польск. Obrona Wizny) происходила в ходе немецкого вторжения в Польшу в начале Второй мировой войны и длилась 3 дня. Против 19-го немецкого армейского корпуса, состоявшего более чем из 42 тысяч солдат, 350 танков и 650 орудий поляки выставили всего 720 человек, вооружённых 42 пулемётами, 6 орудиями и двумя противотанковыми ружьями. Эта битва в польской истории иначе называется «польскими Фермопилами».

## Военно-стратегическая ситуация
Издавна территория около Визны считалась стратегической точкой для польских вооружённых сил. С южной стороны территория около Визны была преимуществом для поляков на месте пересечения рек Нарев и Бобры. 9-километровая зона севернее, однако, была слабо укреплена, и её потеря в случае конфликта открыла бы противнику дорогу с севера на Варшаву, так как польские войска не успели бы перебросить из Ломжи достаточные силы.
Укрепления вокруг Визны считались ключевой точкой в системе обороны Польши на восточной границе. Также через Визну проходила важнейшая дорога Ломжа-Белосток. Для защиты населённого пункта в апреле 1939 года началось сооружение укреплений. Место для строительства фортификаций выбиралось тщательно, так как множество бетонных бункеров были построены на холмах, через которые протекал Нарев. В случае «удара в лоб» до бункеров противник бы легко добрался, перейдя мост. К 1 сентября 1939 года были построены 12 бункеров, из них 6 были построены из железобетона (масса каждого купола составила около 8 тонн), а остальные 6 были оснащены пулемётными гнёздами. Ещё 4 бункера были под реконструкцией в момент начала войны. Также на территории были вырыты множество окопов, вырыто множество противотанковых и противопехотных рвов. Предполагалась возможность разрушение дамб на реках Бобре и Нареве для усиления защитных позиций, однако летом 1939 года случилась сильнейшая засуха в истории Польши, и уровень воды был очень низким.
Несмотря на незаконченную подготовку к обороне, польские укрепления были очень неплохи по качеству. Средняя толщина стен бункера составляла полтора метра, также там находились 20-сантиметровые по толщине стальные пластины, которые не могло пробить ни одно артиллерийское орудие вермахта на тот момент. Бункеры располагались на холмах, что придавало больший радиус обстрела войскам, находившимся внутри.

## Первая фаза битвы
1 сентября 1939 года Германия напала на Польшу, начав Вторую мировую войну. 3-я армия вермахта, располагавшаяся в Восточной Пруссии, двинулась к Варшаве, пытаясь атаковать её с тыла, сражаясь с оперативной группой «Нарев».
2 сентября оборону Визны возглавил капитан Владислав Рагинис. Он выбрал бункер под кодовым названием «GG-126», который располагался около Гуры-Стренковой, в качестве штаба. Бункер был расположен на холме в самом центре польской линии обороны.
Польские силы состояли из солдат 8-го стрелкового батальона 135-го пехотного полка, двух рот чешских карабинеров, 136-й саперной роты, конной роты и позиционной артиллерийской батареи. Под руководством Рагиниса были около 700 солдат и унтер-офицеров, а также 20 офицеров, которые имели из тяжёлого вооружения только 6 артиллерийских орудий калибром 76 мм, 24 тяжёлых пулемёта и 18 лёгких пулемётов, а также всего 2 противотанковых ружья образца 1935 года.
Полесская кавалерийская бригада, готовившаяся к обороне, в ночь с 3 на 4 сентября вынуждена была отступить после множества атак с фланга и отправиться к Малому-Плоцку. 3 сентября польские войска были атакованы с воздуха, а их авиация не могла ничего предпринять.
7 сентября разведчики 10-й танковой дивизии, которой руководил Николаус фон Фалькенхорст, вошли в Визну. Разведчики из польской горнострелковой дивизии были разбиты и отступили на южное побережье Нарева. Попытку немцев прорваться через Нарев по мосту польские инженеры пресекли, уничтожив единственный мост. Немецкие патрули на рассвете попытались продвинуться к Гелчину, но были отбиты с большими потерями.
8 сентября Гудериан отдал приказ прорываться к Бресту через Визну. На рассвете следующего дня германские войска вторглись в Визну и соединились с 10-й танковой дивизией, а также с летценской бригадой. Суммарно силы немцев составили 1200 офицеров и 41 000 солдат и унтер-офицеров. Также в армии было не менее 350 танков, 108 гаубиц, 188 гранатомётчиков, 288 тяжёлых пулемётов и 689 пулемётов. По разным данным, соотношение сил колебалось от 40 до 60 немецких солдат на одного польского.

## Вторая фаза битвы
Ранним утром немецкие самолёты сбросили множество листовок полякам с предложением сдаться и обещанием сохранить жизнь, предупреждая о бесполезности сопротивления. Однако Владислав Рагинис предпочёл капитуляции смерть и отказался от предложения сдаться. Вскоре началась артподготовка. Польские орудия были спешно вывезены к Белостоку. После подготовок немцы атаковали северный фланг польской армии, который был слабо укреплён. С трёх сторон были атакованы два взвода польских войск, однако немцы понесли огромные потери. Первый лейтенант Кевлич получил приказ поджечь мост, дабы отрезать путь к Белостоку. Частично войска Кевлича прорвали кольцо окружения и смогли переправиться к Белостоку, где они присоединились к войскам генерала Францишека Клееберга.
В это время польские укрепления на юге оказались отрезаны. Отбить танковую атаку не получалось, однако из польских бункеров можно было вести огонь по пехоте. К 6 часам вечера, однако, польские войска вынуждены были отступить к бункерам, оставив окопы и полевые укрепления. Немецкие танки пересекли линию обороны и выдвинулись к Тыкоцину и Замбруву, однако немецкая пехота понесла огромные потери и не последовала за бронетанковыми частями.
Рагинис не мог получить подкрепления от лейтенанта Тадеуша Табачницкого, хотя его войска были совсем близко (30 километров от Осовца). 8 сентября верховный главнокомандующий Эдвард Рыдз-Смиглы отдал приказ 135-му пехотному полку отступать к Варшаве. Когда приказ уже дошёл до войск, было слишком поздно. Польские войска на Визне уже не могли вырваться из кольца окружения.
Штурм укреплений продолжился. До утра 10 сентября немецкие войска круглосуточно штурмовали позиции поляков. К 12 часам дня немецкие войска уничтожили 10 бункеров из 12. Несмотря на большое количество жертв и потерянной техники, огонь не утихал и оставшиеся 2 бункера продолжали сопротивление. Гудериан, дабы вынудить поляков прекратить огонь, отправил ультиматум капитану Рагинису с требованием прекратить огонь, угрожая расстрелять пленных. В ответ капитан Рагинис покончил с собой, подорвав себя гранатой. Остатки польских войск были уничтожены, однако никто из пленников так и не был расстрелян.

## Потери
Официальные потери стороны до сих пор неизвестны. Скорее всего, все польские войска были уничтожены, около 40 человек попали в плен. По словам Гудериана, немецкие потери оценивались в 900 человек. Несмотря всего на 2 противотанковых ружья у поляков, было уничтожено не менее 10 немецких танков и некоторое количество бронеавтомобилей.

## Последствия
После сражения 19-й армейский корпус двинулся к Высоке-Мазовецке и Замбруву, разбив по пути 18-ю польскую пехотную дивизию около Анджеево, которая отступила на юг и сражалась под Брест-Литовском.
Несмотря на полное уничтожение польской боевой группы, продвижение немцев было замедлено на три дня. Впрочем, это не помешало Германии оккупировать Польшу. Подвиг польского войска ныне является одним из символов участия Польши во Второй мировой войне, а также частью современной польской культуры.

## Отражение в культуре
Шведская пауэр-метал-группа Sabaton посвятила свою песню «40:1» обороне Визны. Песня вошла в их альбом The Art of War, название песни показывает соотношение немецких и польских войск. В песне делается акцент на героизме польских солдат, они сравниваются со спартанцами. Министр обороны Польши высоко оценил это и наградил музыкантов памятными офицерскими кортиками.